# 戦傷章
戦傷章（Verwundetenabzeichen）はドイツ帝国及びナチス・ドイツにおいて、戦傷者に授与された記章。

## 概要
本章は、第一次世界大戦末期の1918年にドイツ帝国が制定したのが始まりである。陸軍用の戦傷章は鉄帽と交叉した剣をモチーフにしたのに対し、海軍用は錨と交叉した剣をモチーフとした。
1939年に第二次世界大戦が勃発すると、ナチス・ドイツによっても類似の戦傷章が制定された。1935年のスペイン内戦に参加して負傷した者や、1944年7月20日のヒトラー暗殺未遂事件で負傷した者専用の戦傷章も制定されている。また、戦後のドイツ連邦共和国（西ドイツ）では、1957年7月26日に制定された称号・勲章・記章に関する法律(Gesetz über Titel, Orden und Ehrenzeichen)に従い、多くのナチス・ドイツ時代の勲章・記章類と共に鉤十字を除いたデザインの1957年版が制定されている。
戦傷章は金章、銀章、黒章の三等級からなっている。1回から2回の負傷で黒章、3回から4回の負傷で銀章、5回以上の負傷で金章が授与された。ただし、腕や足を失ったり、失明したりするなどの重大な負傷をした者には銀章、再起不能となった者には金章が（負傷した回数とは無関係に）必ず授与された。

## ギャラリー

### 1918年版

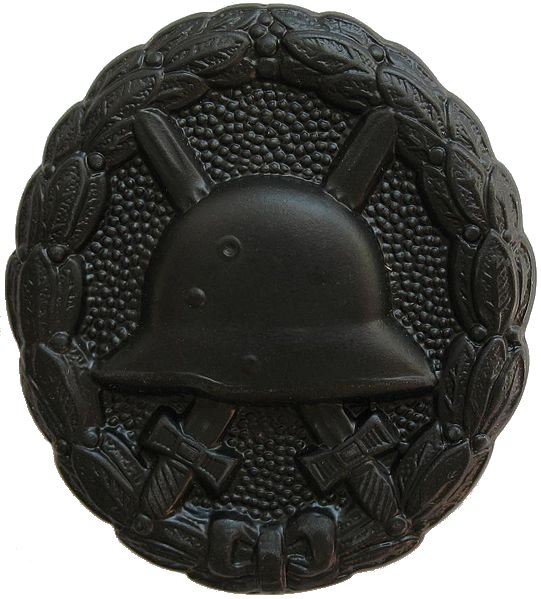
1918年版戦傷章黒章（陸軍）
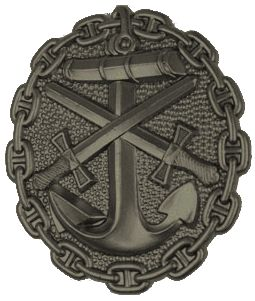
1918年版戦傷章黒章（海軍）
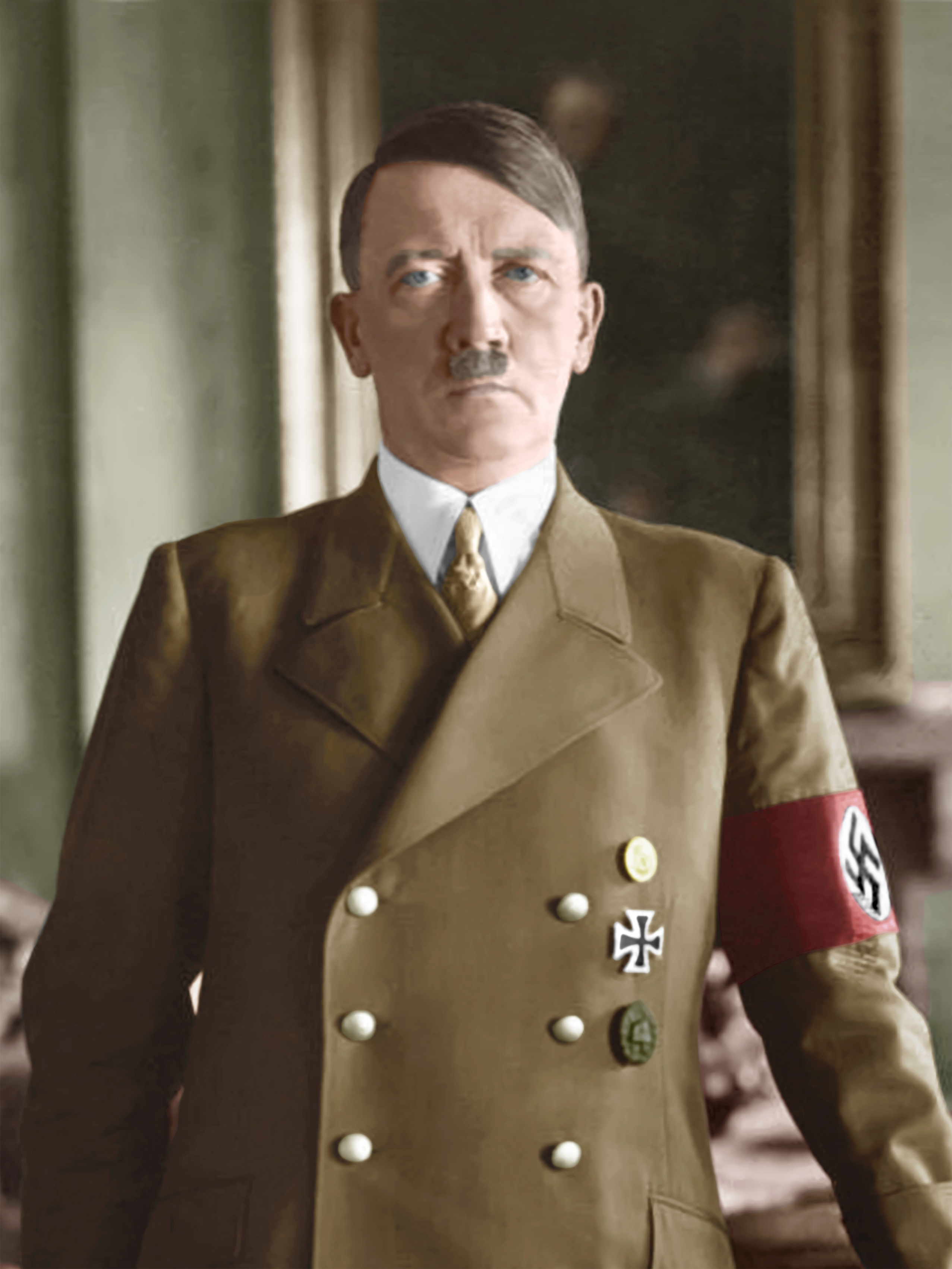
アドルフ・ヒトラー。黄金ナチ党員バッジと一級鉄十字章の下に戦傷章がある。
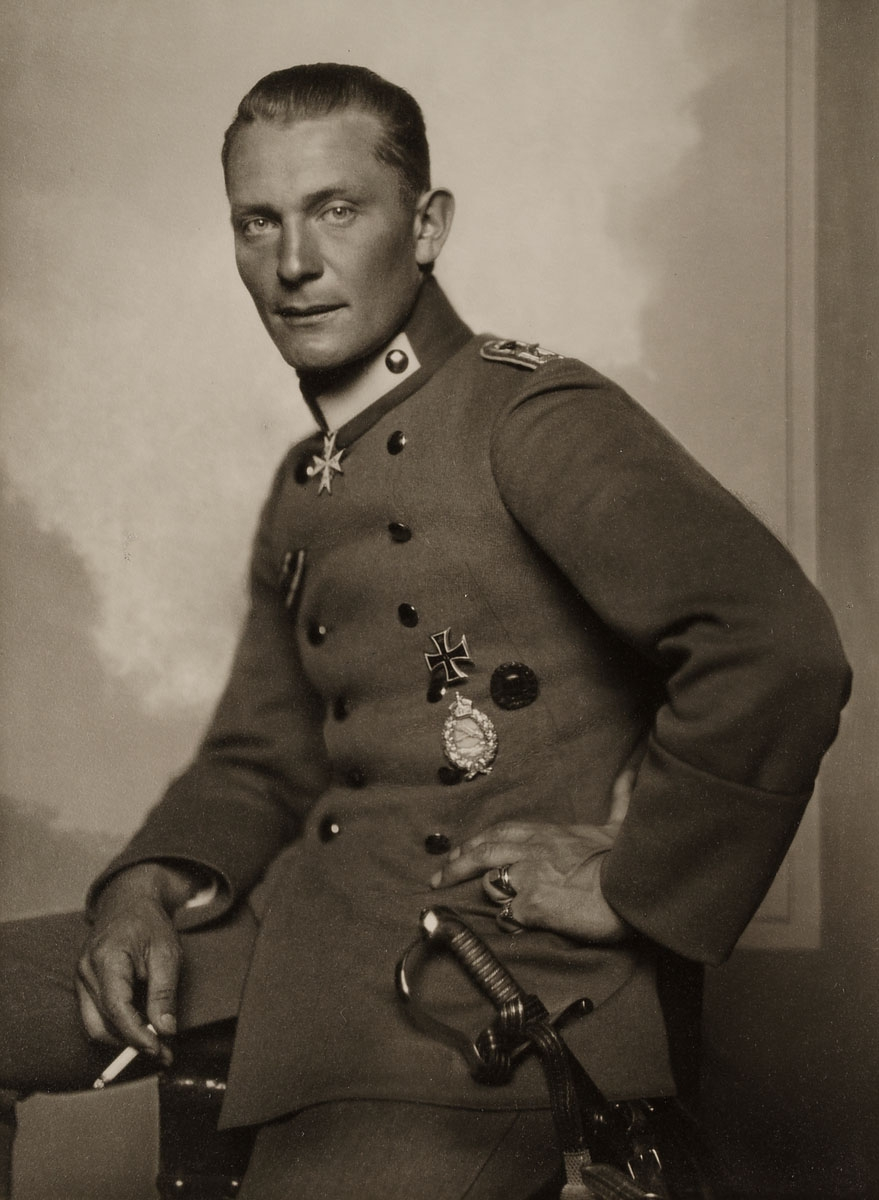
ヘルマン・ゲーリング。軍飛行士章（ドイツ語版）、一級鉄十字章の右に1918年版戦傷章を佩用している
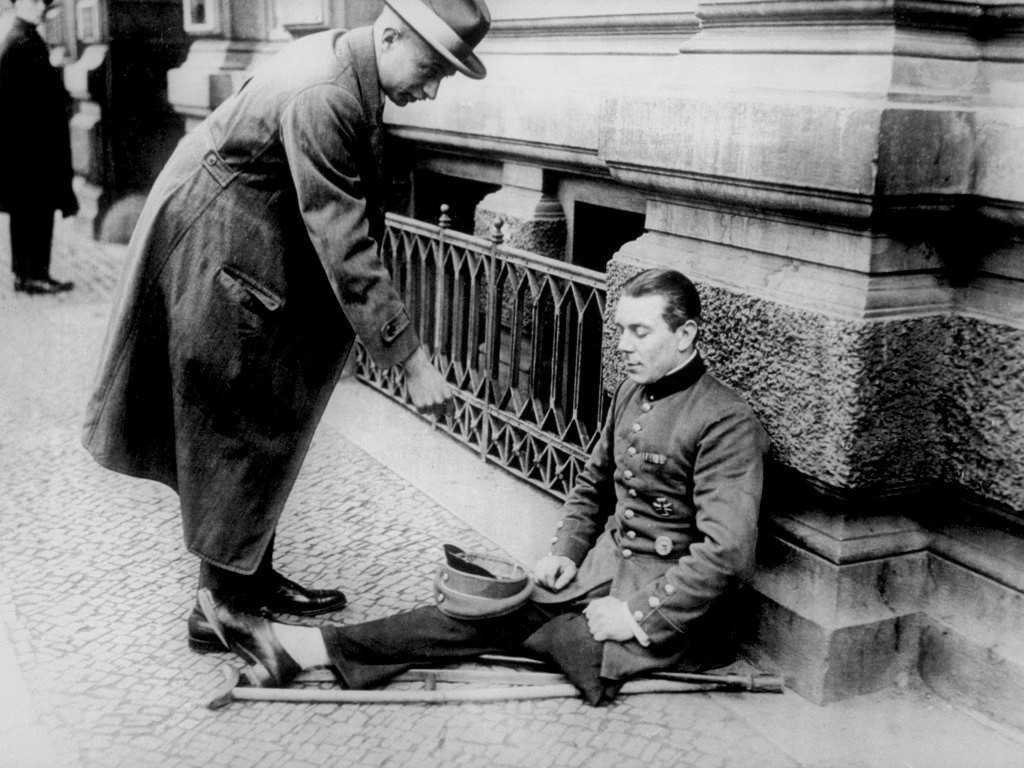
第一次世界大戦後の傷痍軍人。一級鉄十字章と戦傷章を佩用している。

### 1939年版など

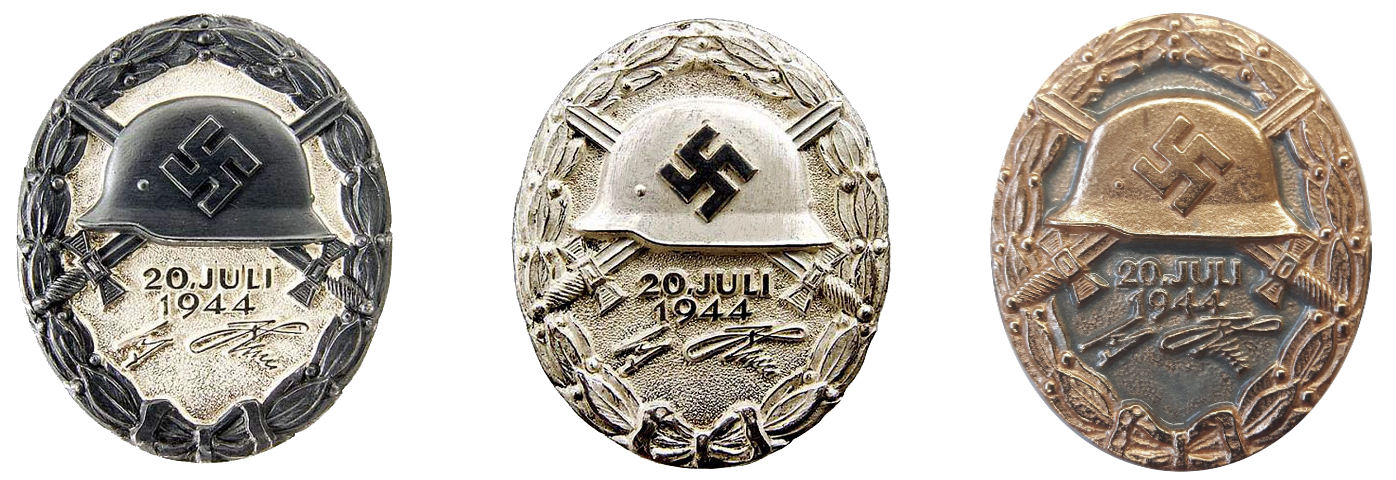
1944年版。暗殺未遂事件で負傷した者に授与された。
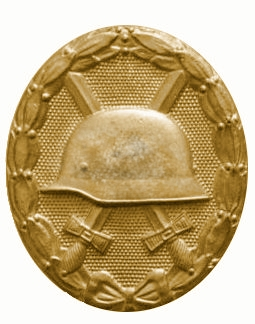
1957年版金章。鉤十字が除かれている。
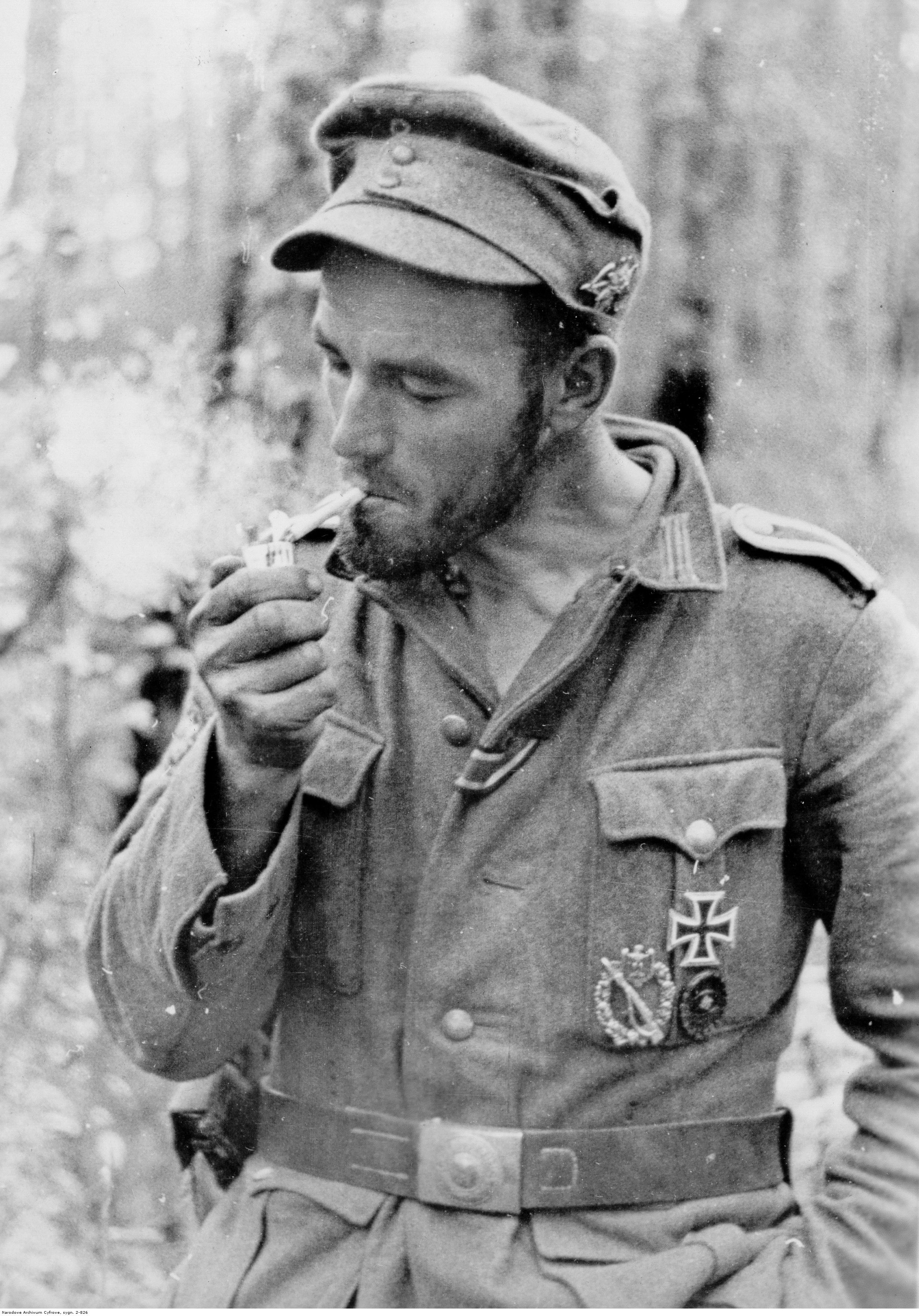
1939年版戦傷章黒章を佩用した陸軍山岳部隊の下士官。

## 著名な受章者
- ハンス・ウルリッヒ・ルーデル（金章受章者） - 金章受章後も自ら志願して現役を続行し終戦まで戦い抜いた。
- アドルフ・ヒトラー - 第一次世界大戦での従軍時に黒章を受章。総統就任後も戦傷章黒章と一級鉄十字章、黄金ナチ党員バッジの3つの勲章は常に着用していた。